# Jerry Yang (pokerspelare)
Jerry Yang, född 1968 i Laos, är en amerikansk pokerspelare. Han vann 2007 World Series of Poker.
Yang har en master's degree i hälsopsykologi och arbetar som psykolog och socialarbetare. Han är gift och har sex barn.
Yang började spela poker 2005. Han deltog i World Series of Poker 2007 efter att ha vunnit en $225-satellit på Pechanga Resort and Casino i Temecula. Yang överlevde 6 358 andra deltagare i Main Event för att nå finalbordet och sin första ITM-placering i en pokerturnering någonsin. Vid finalbordet började han på åttonde plats men övergick snart till klar ledning, en ledning som han sedan aldrig släppte. I den sista handen under heads-up mot Tuan Lam vann han med 8♣ 8♦  mot Lams A♦ Q♦ när han träffade en stege 9-5 efter att Lam fått en dam på floppen. Yang vann $8 250 000 i prispengar och lovade att donera 10% till välgörenhet i form av Make-A-Wish Foundation, Feed the Children och Ronald McDonald House.